# Väne-Åsaka
Väne-Åsaka är en tätort i Trollhättans kommun i Västra Götalands län och kyrkbyn i Väne-Åsaka socken. Tillägget av häradsnamnet Väne till Åsaka har gjorts för att skilja orten från Barne-Åsaka. Väne-Åsaka ligger 12 km sydost om Trollhättan.

## Historik
Orten har vuxit upp kring kyrkbyn och Åsaka station på Trollhättan-Nossebro Järnväg som fanns här 1916–1968. Dessförinnan fanns gästgiveri på orten.

### Befolkningsutveckling
| Befolkningsutvecklingen i Väne-Åsaka 1975–2020 | Befolkningsutvecklingen i Väne-Åsaka 1975–2020 | Befolkningsutvecklingen i Väne-Åsaka 1975–2020 | Befolkningsutvecklingen i Väne-Åsaka 1975–2020 | Befolkningsutvecklingen i Väne-Åsaka 1975–2020 |
| ---------------------------------------------- | ---------------------------------------------- | ---------------------------------------------- | ---------------------------------------------- | ---------------------------------------------- |
|                                                |                                                |                                                |                                                |                                                |
| År                                             |                                                |                                                | Folkmängd                                      | Areal (ha)                                     |
| 1975                                           | 1975                                           |                                                | 217                                            |                                                |
| 1980                                           | 1980                                           |                                                | 215                                            |                                                |
| 1990                                           | 1990                                           |                                                | 299                                            | 48                                             |
| 1995                                           | 1995                                           |                                                | 324                                            | 49                                             |
| 2000                                           | 2000                                           |                                                | 301                                            | 48                                             |
| 2005                                           | 2005                                           |                                                | 304                                            | 48                                             |
| 2010                                           | 2010                                           |                                                | 292                                            | 48                                             |
| 2015                                           | 2015                                           |                                                | 327                                            | 60                                             |
| 2020                                           | 2020                                           |                                                | 373                                            | 61                                             |
| Anm.: Ny tätort 1975                           |                                                |                                                |                                                |                                                |

## Samhället
Orten är numera en villaförort till Trollhättan, med viss lokal service, bland annat grundskola från årskurs ett till sex. Väne-Åsaka kyrka ligger mitt i samhället. Prinsessan Desirée bor på Kobergs slott i Lagmansereds socken, nära Väne Åsaka.

## Kommunikationer
Den 15 februari 1916 öppnades Åsaka järnvägsstation, som stängdes ned den 16 juni 1968. Den låg på järnvägsinjen Nossebro– Trollhättan

## Näringsliv
På orten producerades TV-serien Skrotnisse och hans vänner. Här byggdes också den första förlagan till Saab Sonett.